# Clibanarius erythropus
Clibanarius erythropus (Latreille, 1818), è un crostaceo decapode della famiglia Diogenidae.
Comune lungo le coste rocciose, si trova spesso in conchiglie di Cerithium e Monodonta. È presente nel mar Mediterraneo e nell'oceano atlantico orientale.